# 珍妮弗·阿贝尔
珍妮弗·阿贝尔（法語：Jennifer Abel，1991年8月23日—），加拿大女子跳水運動員。

## 簡歷
2012年，珍妮弗·阿贝尔代表加拿大參加英國倫敦舉行的奥林匹克运动会跳水比賽，與埃米莉·埃曼斯搭檔出戰女子雙人3米彈板賽事，最終獲得銅牌。此外，她個人亦出戰女子3米彈板賽事，最終获得第6名。
2021年跳水世界盃於日本東京舉行，珍妮弗和搭檔梅麗莎·奇特里尼-博列留在雙人3公尺跳台比賽中獲得銀牌。

## 主要比賽成績
只列出曾進入三甲的國際賽事成績：
| 年份   | 賽事                 | 項目        | 拍檔                 | 成績   | 成績 |
| ------ | -------------------- | ----------- | -------------------- | ------ | ---- |
| 2015年 | 跳水大獎賽羅斯托克站 | 3米彈板     | －                   | 336.30 | 季軍 |
| 2015年 | 跳水大獎賽羅斯托克站 | 女雙3米彈板 | 帕梅拉·威尔          | 284.34 | 季軍 |
| 2015年 | 世界跳水系列賽北京站 | 混雙3米彈板 | 弗朗索瓦·安博-迪拉克 | 319.71 | 亞軍 |
| 2015年 | 世界跳水系列賽杜拜站 | 3米彈板     | －                   | 366.50 | 季軍 |
| 2015年 | 世界跳水系列賽杜拜站 | 女雙3米彈板 | 帕梅拉·威尔          | 315.51 | 亞軍 |
| 2015年 | 世界跳水系列賽杜拜站 | 混雙3米彈板 | 弗朗索瓦·安博-迪拉克 | 321.18 | 亞軍 |
| 2015年 | 跳水大獎賽加蒂諾站   | 女雙3米彈板 | 帕梅拉·威尔          | 320.28 | 亞軍 |
| 2015年 | 跳水大獎賽加蒂諾站   | 混雙3米彈板 | 弗朗索瓦·安博-迪拉克 | 322.29 | 冠軍 |
| 2015年 | 世界跳水系列賽喀山站 | 3米彈板     | －                   | 363.00 | 亞軍 |
| 2015年 | 世界跳水系列賽喀山站 | 女雙3米彈板 | 帕梅拉·威尔          | 309.36 | 亞軍 |
| 2015年 | 世界跳水系列賽喀山站 | 混雙3米彈板 | 弗朗索瓦·安博-迪拉克 | 324.33 | 亞軍 |
| 2015年 | 世界跳水系列賽倫敦站 | 女雙3米彈板 | 帕梅拉·威尔          | 295.68 | 季軍 |
| 2015年 | 世界跳水系列賽倫敦站 | 混雙3米彈板 | 弗朗索瓦·安博-迪拉克 | 309.60 | 亞軍 |
| 2015年 | 世界跳水系列賽溫莎站 | 3米彈板     | －                   | 359.60 | 季軍 |
| 2015年 | 世界跳水系列賽溫莎站 | 女雙3米彈板 | 帕梅拉·威尔          | 288.81 | 季軍 |